# Zot Ilich Nekrásov
Zot Ilich Nekrásov (en ucraniano: Зот Ілліч Некрасов; 26 de diciembre 1907 (8 de enero 1908) — 1 de diciembre 1990) fue un científico soviético ucraniano en el campo de la producción de alto horno. Fue un Académico de la Academia de Ciencias de la URSS (1961), Trabajador de honor de la Ciencia y la Tecnología de la URSS (1978), y Héroe del Trabajo Socialista (1969).

## Biografía
En 1930, se graduó del Instituto Metalúrgico Dnepropetrovsk.

## Actividad científica
Desarrollé una nueva forma de peletizar minerales de hierro. Durante su participación se introdujo con éxito el uso del Instituto de Metalurgia Ferrosa de la URSS y la Planta Metalúrgica Dnipropetrovsk de 1957.

## Recuerdo
En 1997 la Academia Nacional de Ciencias de Ucrania se estableció el premio de NAS de Ucrania nombrado en honor a I. Nekrasova, que es otorgado por el Departamento de Problemas Físicos y Técnicos de la ciencia de los materiales de NAS de Ucrania por trabajos científicos sobresalientes en el campo de la metalurgia.
El 25 de abril de 2016, de conformidad con las leyes sobre descommunización, Ilyich Metallurgical Plant fue renombrada en honor a Zota Illicha Nekrasova.